# Concurso Hípico Nacional de La Felguera
El Concurso Hípico Nacional de La Felguera es un certamen hípico organizado por la Sociedad de Festejos y Cultura San Pedro de La Felguera, en Langreo (Asturias).

## Historia
La primera edición tuvo lugar en 1952 en el campo de La Barraca, más tarde renombrado Estadio Ganzábal. Para su mejor organización, en 1956 se funda la Sociedad Hípica de La Felguera. Durante 30 ediciones gozó de gran éxito. Con un cambio en la normativa deportiva que no permitía la adaptación de estadios de fútbol como hipódromos, el concurso fue cancelado. 
En junio de 2017 la Sociedad de Festejos recuperó el certamen con el apoyo de la Federación Asturiana de Hípica y del centro ecuestre Manzaneda Competición (de Gozón). Para ello eligió un campo abandonado en la antigua Fábrica del Nitrógeno. Participaron 70 caballos y el premio estuvo valorado en 8.000 euros. Ante la imposibilidad de volver a usar el espacio, el certamen se volvió a suspender.